# بهورگهاتا
بهورگهاتا (به لاتین: Bhurghata) یک روستا در بنگلادش است که در استان باریسال و در ناحیه باریسال واقع شده است.